# Life on Mars?
"Life on Mars?" é uma canção escrita por David Bowie em 1971 para o álbum Hunky Dory. Sua gravação original para o disco contava com uma intrincada composição de piano do tecladista Rick Wakeman. Mais tarde a BBC Radio 2 chamaria a canção de "mistura de um musical da Broadway com uma pintura de Salvador Dalí". Foi realizada como single em 1973, devido à grande popularidade da persona Ziggy Stardust, e, como single, alcançou a terceira posição nas paradas britânicas, estabilizando-o ali por treze semanas. Cerca de 30 anos mais tarde, a canção reentrou nas paradas, dessa vez na 55ª posição, por conta de seu uso na abertura da série de televisão inglesa Life on Mars. O jornalista Neil McCormick do The Daily Telegraph posiciou-a em primeiro lugar em sua Lista das 100 Maiores Canções de Todos os Tempos. Ele comenta:
"Hino gloriosamente bastante estranho, onde a combinação da harmonia agitada e ansiosa e as imagens vívidas e poéticas gerenciam um truque muito especial para a arte da música: o de ser completamente impenetrável e ainda ressoante com significados pessoais. Você quer levantar sua voz e cantar junto, ainda que a letra abstrata de Bowie o force a investir na canção com algo de você mesmo apenas para dar sentido à experiência. E, como todas as grandes canções, possui uma melodia encantadora."

## Origens e vídeo
Em 1968, Bowie escreveu "Even a Fool Learns to Love", canção com letras de Bowie e melodia de uma canção francesa de 1967 ("Comme d'habitude"). Esta canção nunca foi lançada, mas Paul Anka comprou os direitos do original em francês e o reescreveu como "My Way," que se tornou famosa na voz de Frank Sinatra em 1969 quando ele a gravou em seu álbum de mesmo nome. O sucesso da versão de Anka fez com que Bowie escrevesse "Life on Mars?" como paródia da gravação de Sinatra. Numa nota de um CD compilativo de David Bowie que acompanhava o relançamento de junho de 2008 do The Mail on Sunday, Bowie declarou como escreveu a canção:
"A área de trabalho era uma grande sala vazia com um chaise longue; tinha uma tela de art nouveau ('William Morris', assim eu respondia a quem perguntasse quem era o pintor); e também um enorme cinzeiro transbordando e um piano de cauda. E outras coisas menores. Eu comecei a tocar no piano e já tinha a letra e a melodia terminadas no final da tarde".
Bowie não deixou de observar que Rick Wakeman "embelezou a parte do piano" de sua melodia original e que o guitarrista Mick Ronson "criou uma de suas primeiras e melhores sequências na guitarra" para a canção. Em 1971, uma nota no álbum Hunky Dory indicava que a canção era "inspirada em Frankie". Para promover o lançamento do single, em 1973, Mick Rock dirigiu um vídeo promocional, com Bowie extremamente maquiado, e de batom, e vestindo um terno azul-turquesa, cantando a canção sozinho num fundo branco.

## Letra
A BBC Radio descreveu que "Life on Mars" tem uma "das mais estranhas letras de sempre" consistindo de uma "enorme quantidade de imagens surreais" como os quadros de Salvador Dalí. A frase "Look at those cavemen go" é uma referência à canção "Alley Oop", sucesso de 1960 da dupla americana The Hollywood Argyles. Há também uma alusão à John Lennon na frase "Now the workers have struck for fame/'Cause Lennon's on sale again", pois o cantor se autointitulava working class hero - o heroi da classe trabalhadora -, levando as demandas da classe operária para algumas de suas composições e atuação política. Assim, de acordo com a letra, os trabalhadores passariam a fazer greve por fama, já que o Lennon estava de volta às paradas após o fim dos Beatles.
Durante o lançamento de Hunky Dory em 1971, Bowie resumiu o tema da música como "Uma sensitiva reação de uma jovem garota diante da mídia". Anos depois, em 1997, ele adicionou: "Acho que ela [essa jovem garota] se encontra decepcionada com a realidade ... que, apesar de ela viver no marasmo da realidade, dizem a ela que há uma vida muito melhor em algum lugar, e ela está desapontada com o fato de não ter acesso a esse lugar."

## Faixas
Faixas do single de 1973. Todas as canções escritas por Bowie.
1. "Life on Mars?"  – 3:48
2. "The Man Who Sold the World" – 3:55

O lançamento português do single trazia "Black Country Rock" como lado B.

## Créditos
Produtores
- Ken Scott em "Life on Mars?"
- Tony Visconti em "The Man Who Sold the World"

Músicos
- David Bowie: Vocal, guitarra
- Mick Ronson: guitarra
- Trevor Bolder: baixo em "Life On Mars?"
- Tony Visconti: baixo em "The Man Who Sold the World/Black Country Rock", piano em "Black Country Rock"
- Mick Woodmansey: bateria
- Rick Wakeman: piano em "Life on Mars?"
- Ralph Mace: sintetizador moog em "The Man Who Sold The World"

## "Life On Mars? (2016 mix)"
Em 2016, para promover a coletânea Bowie Legacy, foi lançado como single "Life On Mars? (2016 mix)", com uma nova mixagem feita por Ken Scott para a canção original. Para acompanhá-lo, foi também lançada uma versão retrabalhada do videoclipe da faixa.

### Faixas[8]
1. "Life On Mars? (2016 mix)"  – 3:37